# Mbalangi
Mbalangi (ou Balangi, Mbalange) est un village du Cameroun situé dans le département de la Meme et la Région du Sud-Ouest. Il fait partie de la commune de Mbonge.

## Population
En 1953 on y a dénombré 588 personnes, puis 790 en 1967, principalement des Ekombe, du groupe Oroko.
Lors du recensement national de 2005, la localité comptait 3 605 habitants.